# José Luis de Almeida Nogueira
José Luis de Almeida Nogueira (Bananal, 4 de fevereiro de 1851 — Rio de Janeiro, 17 de julho de 1914) foi um político brasileiro.

## Carreira
Exerceu o mandato de deputado federal constituinte por São Paulo em 1891.